# Operatie Ichi-Go

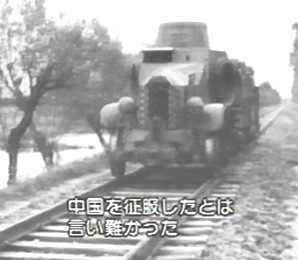
Operation Ichi-Go, een gepantserd voertuig op de spoorlijn

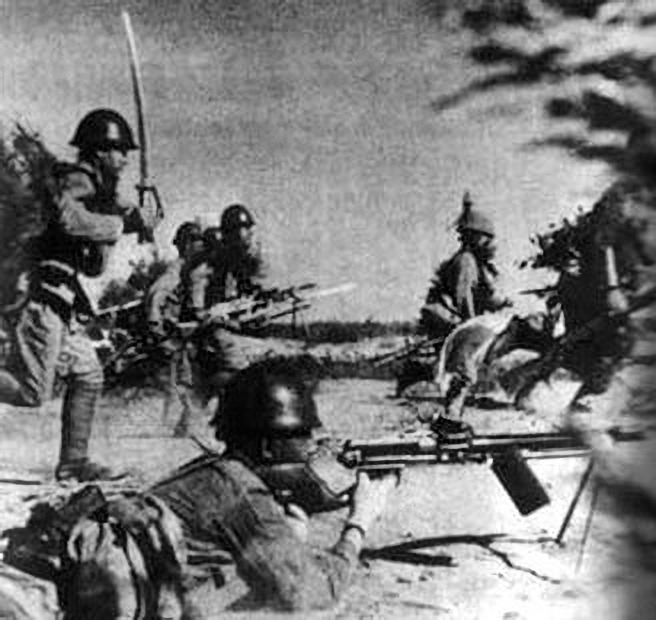
Soldaten van het Japans Keizerlijk Leger rukken op in Henan

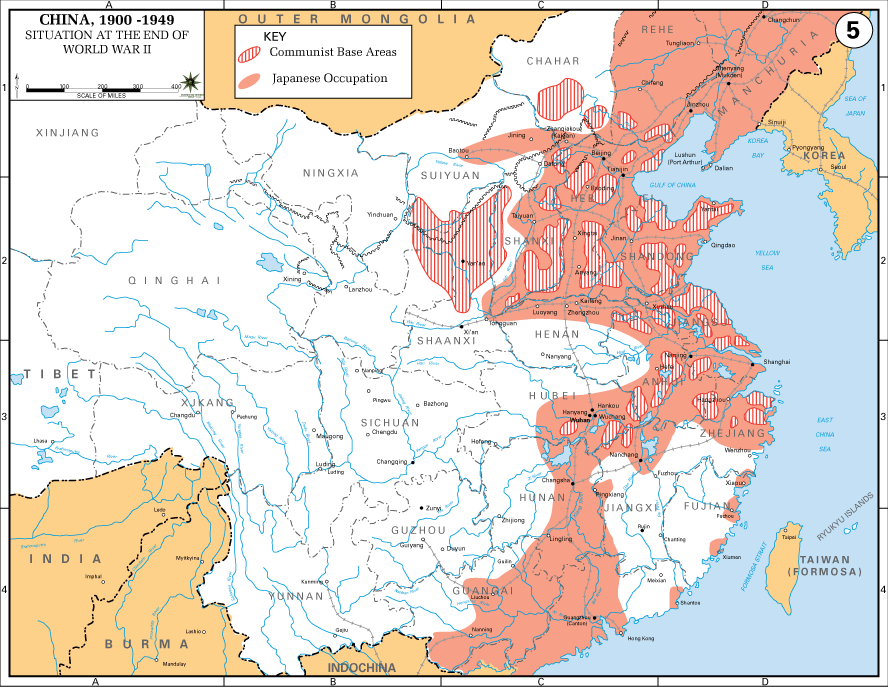
Japans bezet gebied tegen het einde van de oorlog. Gebieden onder controle van de communisten zijn gearceerd aangegeven

Operatie Ichi-Go was een Japanse militaire campagne tijdens de Tweede Chinees-Japanse Oorlog. De strijd tussen het Japans Keizerlijk Leger en het Nationale Revolutionaire Leger van de Republiek China werd uitgevoerd in drie delen in de periode van april tot december 1944. De strijd vond plaats in de Chinese provincies Henan, Hunan en Guangxi. De campagne had tot doel een landroute te openen naar Indochina en de verovering van Amerikaanse luchtmachtbases in het zuidoosten van China. Van deze vliegvelden vielen bommenwerpers Japan aan en schepen van en naar Japan.

## De strijd
De drie fasen waren Operatie Kogo, Operatie Togo 1 en Operatie Togo 2/Togo 3.

### Operatie Kogo
In Operatie Kogo nam het Japans Keizerlijk Leger (JKL) de Peking-Hankou-spoorlijn in. In april staken JKL soldaten bij Zhengzhou de Gele Rivier over en versloegen de Chinese strijdkrachten bij Xuchang. Hier draaide de opmarsroute naar het westen en belegerde het JKL de stad Luoyang. Luoyang werd verdedigd door drie Chinese divisies. De Japanse aanval begon op 13 mei en de stad viel op 25 mei. Vanuit het zuiden rukten Japanse troepen op vanuit Wuhan langs de spoorlijn naar het noorden. Tijdens Operatie Kogo werden 390.000 Chinese soldaten onder leiding van generaal Tang Enbo ingezet. De strijd vond vooral plaats in de provincie Henan.

### Operatie Togo
In mei begon de tweede fase. De troepen trokken vanuit Wuhan op langs de spoorweg naar Kanton. Ze namen Changsha, Hengyang, Guilin en Liuzhou in, gelegen in de provincies Hunan en Guangxi. Bij Hengyang splitste de aanval, een deel ging verder langs de Guangzhou-Hankou-spoorlijn naar Kanton (Togo 3) en de rest nam een meer westelijke route richting de grens naar Indochina (Togo 2). Hierbij werden diverse vliegvelden ingenomen die gebruikt werden door de Amerikaanse luchtmacht. Tegen het jaareinde bereikten de Japanse soldaten Liuzhou, vlak bij de grens met Indochina, en was een landbrug van Noord- naar Zuid-China een feit. Het was de grootste landcampagne van het JKL tijdens de gehele Tweede Chinees-Japanse Oorlog. Er deden 17 divisies aan mee, met 500.000 soldaten, 15.000 voertuigen, 6000 artilleriestukken en 800 tanks.
Tijdens de opmars werden diverse vliegvelden ingenomen. De Amerikaanse luchtmacht trok naar de binnenlanden en kwam daarmee verder van Japan af te liggen. De B-29 bommenwerpers die actief waren binnen Operatie Matterhorn werden in de uitvoering van hun taak gehinderd. Begin 1945 kwam een nieuwe luchtmachtbasis op de Marianen gereed en vanuit hier werden de bombardementsvluchten op Japan hervat. Amerikaanse vliegtuigen bleven de belangrijke spoorlijnen in Hunan en Guangxi aanvallen en dit hinderde de Japanse logistiek. Op hun beurt vielen Japanse vliegtuigen de vliegvelden van de Amerikaanse luchtmacht aan.

## Nasleep
Japan profiteerde weinig van deze militaire actie. De Amerikanen konden nog steeds het Japanse thuisland bombarderen vanuit Saipan en andere bases in de Stille Oceaan. In de nieuw veroverde gebieden beheersten de Japanse soldaten alleen de steden en niet het omliggende platteland. Het bezette gebied was enorm toegenomen en het ontbrak aan voldoende soldaten om van de bezetting een succes te maken. Een grote meerderheid van de Chinese soldaten kon ontsnappen en vielen later de Japanse posities aan. Japanse pogingen om Sichuan binnen te vallen mislukten.
De snelle Japanse opmars en het gebrek aan Chinese tegenstand bracht generaal Joseph Stilwell tot het verzoek alle Chinese strijdkrachten onder zijn bevel te plaatsen. Hij overtuigde generaal George Marshall om president Franklin D. Roosevelt een ultimatum naar Chiang Kai-shek te sturen. Roosevelt dreigde alle Amerikaanse hulp te staken, tenzij Stilwell tot bevelvoerder werd benoemd. Chiang reageerde furieus. Met deze maatregel zou China zich volledig onderwerpen aan de Amerikanen en eiste op zijn beurt dat Stilwell vervangen zou worden. Chiang won en Stilwell werd vervangen door generaal-majoor Albert Wedemeyer.